# Rybnov
Rybnov (německy Rübenau) je malá vesnice, část městyse Holany v okrese Česká Lípa. Nachází se nedaleko od Holan, spolu s ním je na břehu velkého Holanského rybníka. Bylo zde evidováno roku 2009 17 adres. Trvale zde žije 17 obyvatel.
Rybnov leží v katastrálním území Holany o výměře 15,97 km²,

## Historie
Poblíž rybníka byl Zikmundem z Vartenberka v letech 1437 až 1438 postaven hrad Rybnov, který o 100 let později přestala vrchnost užívat.
V roce 1490 byla obec centrem panství Rybnov. V tomto roce jej od svého strýce Kryštofa zdědil Václav z Vartenberka, kterému patřilo území od České Lípy přes Holany až k Jestřebí. Václav se zúčastnil roku 1547 povstání proti králi Ferdinandu I. a tak se panství Rybnov stalo manstvím. Poté si vdova po Václavovi Kateřina, psaná z Vítkovce, postavila nové sídlo v Zahrádkách a panství Rybnov se stalo součástí rozsáhlého zboží Novozámeckého.

## Holanský rybník

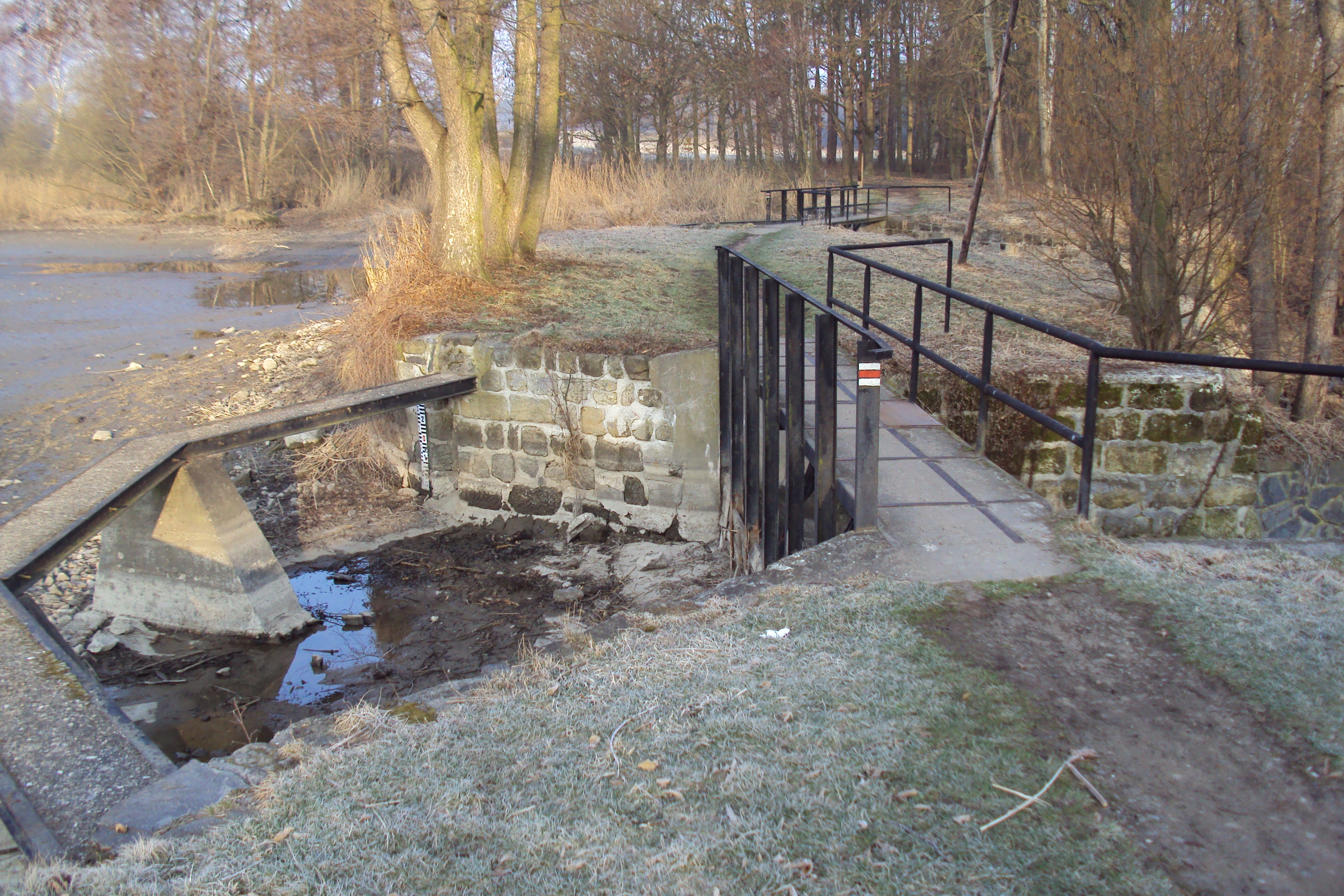
Přepady z právě vypuštěného rybníka u vsi

Holanský rybník je nejstarší součástí velké soustavy Holanských rybníků. V Rybnově zde odtéká tunelem pod silnicí Bobří potok a na konci vsi jsou vybudovány přepady. Poblíž vesničky ze severu jsou další menší rybníky - Nohavice, Kravský a na východě Milčanský rybník.

## Cestovní ruch

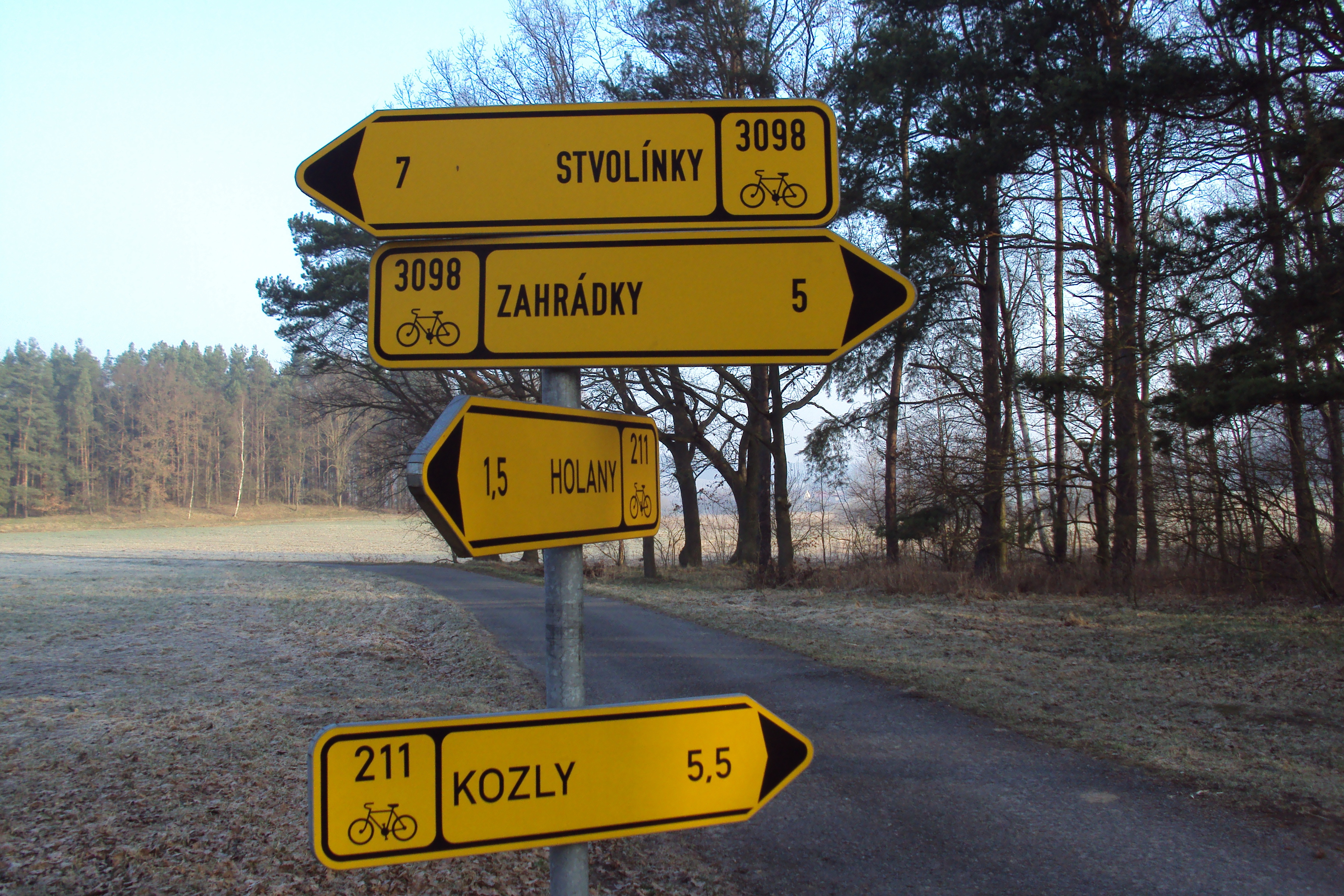
Cyklostický rozcestník u vsi

Přes původně samostatnou vesnici vede červeně značená turistická trasa od Holan směrem na západ do Stvolínek, z větší části po březích několika Holanských rybníků. Přes Rybnov vede také cyklotrasa 211 od Holan na Kozly, která se u vsi křižuje s jinou cyklotrasou 3098 od Stvolínek do Zahrádek. Kdysi zde stávala tvrz Vartenberků.